# علامات تجارية فيما بعد الحداثة
في استجابة للتحول الذي طرأ على سلوك المستهلك والظروف التي أحدثتها ثقافة ما بعد الحداثة، غيرت العديد من الشركات نهج التسويق الخاص بها لمعالجة وخلق تجربة أكثر رواجًا وذكاء، فضلاً عن ضمان تفاعل العملاء وتجاوبهم. يذكر أن الوسائل التقليدية لإدارة العلامة التجارية قد حققت نموًا كبيرًا ومركبًا في سوق مجتمع ما بعد الحداثة. ويكمن أحد التعريفات التي وضعتها مدارس الفكر المتعلقة بالتسويق والجمعيات المتخصصة المعتمدة للعلامة التجارية (الماركة) من المنظورين الحديث أو التقليدي في أن العلامة التجارية هي "الاسم أو التعبير أو التصميم أو الرمز أو أية سمة أخرى تميز سلعة أحد الباعة أو الخدمات التي يقدمها عن غيرها من تلك التي يقدمها بائعون آخرون. ويشير هذا التعريف وفقًا لما ذكره موزيليك وماكدونا إلى العلامة التجارية بوصفها كيانًا واقعيًا مفردًا أو تركيزًا على شركاء تفاعل يمكن معالجته من خلال اتجاه واحد لا يتوافق في معظم الحالات مع قنوات اتصال العملاء.
ونتيجة لذلك، تسرع العديد من الشركات في تغيير الطريقة التي تدير بها الأسماء والتعبيرات والتصميمات والرموز، وغيرها من مواد التسويق نيابة عن العلامة التجارية. ولا تقتصر أهمية هذا النهج هنا على أنه يصب التركيز على المواد التي تنتجها المؤسسة ويتتبعها فقط، ولكن لأنه يتعداه ليحدد ويراقب ويتتبع المواد التي ينتجها أو يقترحها المعجبون بالعلامة التجارية، والذين يدينون بالولاء لها، فضلاً عن الكارهين لها ومن شابههم.
وحتى ينجح الانخراط في عالم التسويق في مجتمع ما بعد الحداثة، تصبح العلامة التجارية في حاجة إلى التكيف على أنظمة جديدة تقدم مستوى أعمق من الفهم.
كما أن الأنظمة الناشئة حديثًا في حاجة إلى علامة تجارية حتى تصبح أكثر سرعة وحتى تتسم بطابع شخصي لدى العملاء. وعلى الرغم من أن هذا الوقت يتسم بالتطور المستمر، فإنه يؤكد على وجود قوانين جديدة تختص بمستويات التسويق «الحديثة» أو «الحديثة جدًا». وعلى الرغم من أن المؤسسة قد تستخدم أي نوع من أنواع المنصات وعمليات المعالجة، فعلى مدير العلامة التجارية إدراك أن العلامة التجارية التي يقوم بإدارتها لا تزال مجرد شريك في المجتمع الذي يرغب في إنشائه. ويمكن القول إن المؤسسة يجب أن تبدأ في التعامل مع فكرة أنها قد لا تمتلك علامتها التجارية التي كونتها.

## العلامات التجارية الأكثر نفوذًا في مجتمعات ما بعد الحداثة

### كوكا كولا
كوكا كولا هي واحدة من أكثر العلامات التجارية نفوذًا في صناعات المشروبات الغازية. وعلى الرغم من أن شركة كوكا كولا قد خاضت حربًا ضروسًا مع بيبسي تعود بدايتها إلى عام 1860، فقد برزت مؤخرًا من خلال نهج وصفه ويندي وايت بأنه سلوك لاأدري، وركز على سرد أخبار وقصص جذابة بصرف النظر عن موقع المستهلك. بالإضافة إلى ذلك، فإن هذا النهج يتيح للمستخدم الاشتراك في العلامة التجارية، والتعاطف مع القصة التي تسرد والمشاركة في العلامة التجارية بالطريقة التي يراها مناسبة.
ونتيجة لاتباع هذا النهج، حققت العلامة التجارية كوكا كولا نجاحًا مشهودًا في احتلالها المركز الثاني في مبيعات المشروبات، على الرغم من أنها ما زالت تدافع عن إرثها في ريادة هذه الصناعة.

### ستاربكس
على الرغم من أن ستاربكس قد واجهت عدة نكسات طفيفة في اجتياز تغيرات السوق «الحديثة» في مجتمع ما بعد الحداثة (بتراجع في الأرباح بلغت نسبته 53% عام 2009), فإنها لا تزال تحتل موقعًا رائدًا في السوق. وحتى تاريخ كتابة هذا المقال، بلغ عدد المعجبين بالعلامة التجارية 25 مليونًا على موقع فيس بوك و279 شخصًا يتحدثون عنها على الإنترنت.
بالإضافة إلى ذلك، تمكنت العلامة التجارية من الإبحار في بحر التغيير بتصميم واحد من أكثر تطبيقات الهاتف المحمول ابتكارًا وحدسًا في السوق. وفي شراكة مع إم فاوندري (mFoundry)، أنشأت ستاربكس تطبيقًا للسداد عبر الهاتف المحمول يُستخدم حاليًا في جميع أنحاء البلاد وخلال أول شهرين من إطلاق التطبيق، بلغ عدد العملاء الذين قاموا بتنزيله واستخدامه أكثر من 3 ملايين.
وإذا لم يكن هذان المثالان كافيين لشرح التزام العلامات التجارية بنموذج ما بعد الحداثة الخاص بتفاعل المستهلك وتجاوبه، فإن استخدام وتنفيذ شبكة تواصل اجتماعي مميزة بالعلامة التجارية "MyStarbucksIdea.com" يفعل ذلك. ويعد MyStarbucksIdea خير مثال على التنازل عن إحكام قبضتها على العلامة التجارية لصالح المستهلكين. وتتيح الشبكات الاجتماعية للمستهلكين، والذين يدينون بالولاء للعلامة التجارية، اقتراح الأفكار التي تعتمد على خبراتهم الشخصية مع الشركة. واستنادًا على هذه الاقتراحات والتوصيات التي يطرحها المجتمع، فإن ستاربكس تصبح أكثر قدرة على وضع خطط إستراتيجية أكثر فعالية بخصوص التفاعل مع المستهلك. وحتى اللحظة الراهنة، تلقت العلامة التجارية ما يزيد عن 120 ألف فكرة تتراوح بين الطلب والجو العام والقهوة والمشروبات وحتى التقنيات الحديثة.

## مقالات ذات صلة
- مجتمع العلامة التجارية